# Русских, Афанасий Афанасьевич
Афанасий Афанасьевич Русских (1923—1945) — участник Великой Отечественной войны, в годы войны — командир орудия 26-го отдельного истребительно-противотанкового дивизиона 397-й стрелковой дивизии 61-й армии 1-го Белорусского фронта, Герой Советского Союза. Член ВКП(б) с 1944 года.

## Биография
Родился 19 сентября 1923 года в селе Оросово ныне Балезинского района Удмуртии в семье крестьянина. Удмурт. Окончив Оросовскую семилетнюю школу, работал сначала в колхозе, потом — на строительстве участка железной дороги станции Балезино.
В сентябре 1941 года призван в армию Балезинским райвоенкоматом Удмуртской АССР. В действующей армии — с октября 1942 года. Боевое крещение принял на Сталинградском фронте. Был ранен. Вернувшись в строй, воевал на Брянском, 1-м и 2-м Белорусском, 1-м Украинском, 1-м и 3-м Прибалтийских фронтах. За участие в боях по освобождению Брянска был награждён медалью «За отвагу». Форсировал Десну, Днепр, освобождал город Сарны (Украина).
Особо отличился в боях при освобождении Польши. 14 января 1945 года войска 1-го Белорусского фронта начали наступление с Магнушевского плацдарма на западном берегу Вислы. При прорыве вражеской обороны орудие А. А. Русских двигалось в боевых порядках пехоты. В районе населённого пункта Магерова-Воля орудийный расчёт находился на танкоопасном направлении и отражал контратаки противника. После четвёртой контратаки в расчёте осталось только два человека — командир и подносчик снарядов, однако орудие продолжало вести огонь. В этом бою расчёт подбил 3 вражеских танка, уничтожил 2 станковых пулемёта и до 200 солдат и офицеров врага.
А. А. Русских со своим орудием прошёл почти всю Польшу. 17 марта 1945 года он погиб в ходе Восточно-Померанской операции в бою в районе населённого пункта Белков (ныне Bielkowo, гмина Сянув, Кошалинский повят, Западно-Поморское воеводство, Польша). Похоронен в польском городе Грыфино.

## Награды
- Медаль «Золотая Звезда» (указ от 27 февраля 1945);
- орден Ленина (27 февраля 1945);
- орден Красной Звезды;
- медаль «За отвагу».

## Память
На родине героя установлены бюст и мемориальная доска на школе, где он учился, одна из улиц носит его имя. В районном центре — посёлке городского типа Балезино его именем названы улица и переулок.
В начале 2011 года в Балезинском районе прошли лыжные соревнования, посвящённые А. А. Русских.